# Situación de habla
En la etnografía de la comunicación, se usa este término para designar el marco contextual dentro del cual tienen lugar los otros planos comunicativos. 
Es importante recalcar que muchas situaciones se caracterizan por estar asociadas, o disociadas, a ciertos acontecimientos de habla. Así, el habla que se presenta en una ceremonia religiosa es muy distinta al habla de un entierro, una comida o un foro de discusión.
- Datos: Q6130165